# Abbazia di Sant'Albino
L'abbazia di Sant'Albino è una chiesa-abbazia fondata nel V secolo. Si trova sulla via Francigena, nell'area del comune di Mortara, in provincia di Pavia.

## Storia e leggenda
La storia dell'abbazia resta indissolubilmente legata alla battaglia, detta di Pulchra Silva, combattuta nelle più immediate vicinanze del complesso nel 773 tra i Longobardi e l'esercito franco di Carlo Magno. Le vicende storiche si confondono tuttavia con gli echi leggendari delle gesta dei due paladini franchi Amico e Amelio, scudieri di Carlo Magno, periti proprio nel corso di quella battaglia. Di loro si narra che, pur essendo stati inumati in due loculi separati, furono ritrovati nello stesso sepolcro.
Le cronache narrano che in antichità vi sarebbe stata nell'area abbaziale una pieve dedicata a Sant'Eusebio di Vercelli, risalente al V secolo e rifondata da Carlo Magno stesso nel 774 come chiesa per il cimitero destinato ad accogliere le spoglie dei caduti della battaglia di Pulchra Silva; sembra che il vescovo sant'Albino Alcuino fondò qui un monastero, presso cui ordinava diaconi e sacerdoti suoi discepoli. Per omaggiare il maestro, gli allievi dedicarono il monastero a Sant'Albino di Angers, vescovo morto nel 550. Dalla dedica del monastero si passò dal titolo di Pieve di Sant'Eusebio a quello di Abbazia di Sant'Albino.
Il monastero attiguo si ispirava alla regola del monastero di Tours, di cui Albino Alcuino era abate; successivamente praticò la regola di Sant'Agostino, per questo i monaci erano detti Canonici regolari.
Il sedime dell'abbazia sorge su un terreno ricco di tombe, che era detto Badia; il complesso fu ricostruito nell'XI secolo e il campanile fu abbattuto nel 1253 e ricostruito nel XIII secolo. Nel 1263, per volere del papa Urbano IV, il preposto della chiesa fu chiamato a cooperare nella riforma del monastero di Breme. Il monastero andò in decadenza a partire dal 1290 e solo la prepositura sopravvisse per qualche tempo.
Papa Pio II convertì i beni del monastero in Commenda entro il quadriennio 1458-1462 e il Commendatario ebbe il titolo di Prevosto.
Nel 1540 la chiesa fu ricostruita per volere dell'abate Pietro Antonio Birago, che fece aggiungere il portico a colonne, i medaglioni dei santi Amico e Amelio e il suo stemma gentilizio in una lapide ancora oggi visibile.
Nel cortile del cascinale annesso alla chiesa (un tempo "ospitale" per i pellegrini che numerosi transitavano lungo la via Francigena) troviamo una finestra ogivale trecentesca decorata con formelle di cotto.
Nel 1578 fu visitata da San Carlo Borromeo.
Nel 1928, a seguito di restauri all'altare, furono trovati due loculi contenenti ossa umane e alcune medaglie che, secondo le antiche scritture, potrebbero appartenere ai SS. Amico e Amelio. Le ossa rimasero ancora murate per circa settanta anni sotto l'altare e furono riportate alla luce durante i restauri del 1999 per sottoporle all'esame al carbonio-14. Esso fu eseguito a Cambridge (Massachusetts) e le datò intorno all'anno Mille. Le ossa furono definitivamente raccolte in una nuova urna deposta nell'abbazia.
Esisteva una chiesa gemella a quella di Sant'Albino, distante da essa 100 passi: la chiesa di san Pietro fu originariamente edificata da Carlo Magno per riporvi il corpo di Sant'Amelio. Nel 1575 risultava abbandonata e fu san Carlo Borromeo ad ordinare l'abbattimento dell'altare. Le notizie sulla chiesa gemella scomparvero nel XVIII secolo.

## Descrizione

### Esterni
Posta accanto a un cascinale e dotata di poderoso campanile romanico, la chiesa si presenta come un piccolo edificio, introdotto da una facciata dotata di frontone e preceduta da un porticato del 1540.

### Interni
Internamente, la chiesa ha un'unica navata e un solo altare ed è stata completamente restaurata negli anni a cavallo tra il XX e il XXI secolo, in occasione del Giubileo del 2000, dopo alcuni secoli di manutenzione carente .

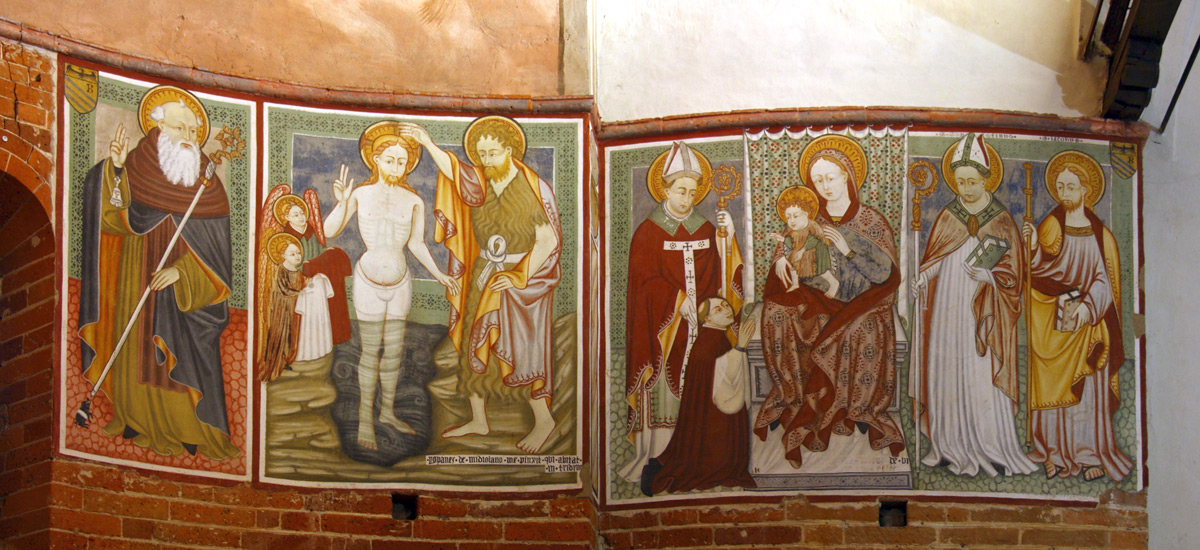
Affreschi dell'abside

La parete sud del presbiterio e parte del muro absidale ospitano affreschi raffiguranti un Sant'Antonio abate, il Battesimo di Gesù e una Vergine in trono coi SS. Albino, Iacopo, Agostino e il Committente, databili 1410 e firmati da Giovanni da Milano. Sotto ad essi si trova un affresco anonimo raffigurante San Lorenzo.
Nel 1458 Paolo da Caylina dipinse un polittico con la Vergine e i SS. Lorenzo, Albino, Amico e Amelio. Questa pala era conservata nella Basilica di San Lorenzo e fu acquisita nel 1840 dalla Galleria sabauda di Torino.

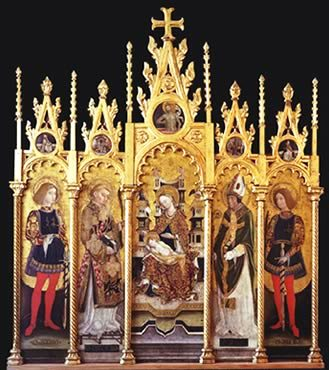
Il Polittico di Paolo da Caylina

Sulle pareti si notano incisioni di pellegrini riguardanti il loro passaggio e la data più antica ancora leggibile risalirebbe al 1100. Nei pressi del portale, due medaglioni ricordano i mitici paladini franchi Amico e Amelio.